# MONSTER!
MONSTER! is een zesdelige Belgische televisieserie van telkens 30 minuten rond de zelfverklaarde meester-cineast Ad-Harry Shredder. De sitcom werd in 2010 en 2011 uitgezonden door de digitale tv-zender Acht. Het programma kwam tot stand door de samenwerking van Acht met het theatergezelschap Abattoir Fermé.

## Productie
De productie was in handen van Abattoir Fermé en Acht, werd geproduceerd door Peter De Maegd van Potemkino en kreeg steun van het Vlaams Audiovisueel Fonds (VAF).
De reeks werd geschreven en geregisseerd door Stef Lernous (regisseur van Abattoir Fermé) en Jonas Govaerts (regisseur en toenmalig gitarist bij The Hickey Underworld).
De lowbudget opnames liepen van half augustus tot eind september 2010.

## Cast
De vaste cast van de serie bestaat uit rollen van Pepijn Caudron, Stef Lernous, Kirsten Pieters, Chiel van Berkel, Tine Van den Wyngaert, Mathijs Scheepers, Lotte Diependaele en Kevin Trappeniers.
De serie bevat verder een indrukwekkende nationale cast waarin gevestigde waarden, aangevuld met bekende vlamingen, samen met beloftevol jong talent spelen. Spelers die gastrollen voor hun rekening namen zijn onder andere: Gène Bervoets, Jos Verbist, Kevin Janssens, Nathalie Meskens, Jelle Cleymans en Clara Cleymans,  Johny Voners, Marc Reynebeau, Mark Verstraete, Roos Van Acker.

## Verhaal
MONSTER! is een komische fictiereeks van zes afleveringen die soms in realistisch-documentaire, dan weer in gestileerd-filmische stijl het leven volgt van de filmregisseur Ad-Harry Shredder (hoofdpersonage gespeeld door Chiel van Berkel). Deze zelfverklaarde meester-cineast is een man met grote ambities maar weinig middelen (en nog minder talent) die er niettemin in slaagt elke week een nieuw ‘meesterwerk’ in te blikken met een vaste enthousiaste maar talentloze crew.

## Afleveringen
| Nr. | Titel                   | Scenario                    | Regie                       | Genre          | Uitzenddatum     |  |
| --- | ----------------------- | --------------------------- | --------------------------- | -------------- | ---------------- |  |
| 1   | The Dying Dead          | Stef Lernous Jonas Govaerts | Stef Lernous Jonas Govaerts | Zombie         | 26 december 2010 |  |
| ... |                         |                             |                             |                |                  |  |
| 2   | Hitler Needs Woman      | Stef Lernous Jonas Govaerts | Stef Lernous Jonas Govaerts | Nazisme        | 2 januari 2011   |  |
| ... |                         |                             |                             |                |                  |  |
| 3   | The House of Nudie      | Stef Lernous Jonas Govaerts | Stef Lernous Jonas Govaerts | Porno          | 9 januari 2011   |  |
| ... |                         |                             |                             |                |                  |  |
| 4   | It Came from the Planet | Stef Lernous Jonas Govaerts | Stef Lernous Jonas Govaerts | Sciencefiction | 16 januari 2011  |  |
| ... |                         |                             |                             |                |                  |  |
| 5   | Color Me Crazy          | Stef Lernous Jonas Govaerts | Stef Lernous Jonas Govaerts | Horror         | 23 januari 2011  |  |
| ... |                         |                             |                             |                |                  |  |
| 6   | MONSTRO!                | Stef Lernous Jonas Govaerts | Stef Lernous Jonas Govaerts | Monsters       | 30 januari 2011  |  |
| ... |                         |                             |                             |                |                  |  |

## Kenmerken
De openingssequentie van de serie is een korte animatiefilm die typische eigenschappen van de stad Mechelen toont.
De aflevering volgt vervolgens het productieproces van de cast en crew van Ad-Harry Shredder, met uitzondering van Color Me Crazy, de woordeloze vijfde aflevering.
Op het einde van elke aflevering wordt de trailer van de genrefilm die gemaakt werd tijdens de aflevering getoond.

## Muziek
De soundtrack van de serie werd gecomponeerd door Kreng, het alter ego van Pepijn Caudron.
De score verscheen later op een extra 10 inch LP die deel uitmaakte van Kreng - Works for Abattoir Fermé 2007-2011, een boxset uitgegeven bij het label Miasmah met muziek van Kreng voor de theatervoorstellingen van Abattoir Fermé.

## Totstandkoming
In 2008 resulteerde een residentieperiode van Abattoir Fermé aan de Brusselse theater- en filmopleiding RITS, samen met RITS-studenten en een achttal geselecteerde jonge makers, in een reeks van negen trailers, kortfilms, making of’s en theatrale documentaires die het gezelschap presenteerde onder de gezamenlijke noemer Cinérama. In Cinérama werd onder meer de kiem gelegd voor de latere televisiereeks MONSTER!. Het succes van de Cinérama-reeks, met publiekslievelingen als Manphibian & House of the Seven Screams, inspireerde Abattoir Fermé immers tot het opzetten van een uitgewerkte fictiereeks voor televisie.

## Cultstatus
Na het succes van de serie op televisie en op YouTube, werd de reeks ook herhaald in culturele centra en kunstencentra. Soms werd de vertoning gevolgd door live muzikale interventies van de surprise act "The Crappy Birthdays", de mysterieuze lofi-huisband uit de derde aflevering van MONSTER!, The House of Nudie.
De serie speelde verder op het 29ste Brussels International Festival of Fantastic Film (BIFFF) en wordt bij speciale gelegenheden zoals op Halloween in een marathonvertoning volledig herhaald op Acht.
De reeks heeft door het voorgaande een cultstatus bereikt en een kleine, actieve schare fans rondom zich verzameld.
Eind 2013 werd daarom de DVD/het boek van MONSTER! officieel voorgesteld in boekhandel De Zondvloed in Mechelen. Hieraan gekoppeld was er een meet 'n greet met de vaste cast van Abattoir Fermé.
Het is momenteel onduidelijk of er een tweede seizoen komt van de reeks.